# Кентубек (Майський район)
Кентубе́к (каз. Кеңтүбек) — село у складі Майського району Павлодарської області Казахстану. Адміністративний центр Кентубецького сільського округу.
Населення — 864 особи (2021; 1071 у 2009, 1286 у 1999, 1434 у 1989).
Національний склад станом на 1989 рік:
- казахи — 100 %